# David Pringle
David William Pringle (geboren am 1. März 1950 in Selkirk, Schottland) ist ein schottischer Herausgeber, Fachautor und Lexikograf im Bereich der Science-Fiction (SF) und Fantasy-Literatur.

## Leben
Pringle war von 1978 bis 1979 wissenschaftlicher Mitarbeiter der Londoner Science Fiction Foundation und gab von 1980 bis 1986 deren Zeitschrift Foundation heraus. Er war einer der acht Gründer des SF-Magazins Interzone und wurde 1988 dessen alleiniger Herausgeber. Zusammen mit John Clute und anderen war er auch Herausgeber der Interzone-Anthologien. Für seine Arbeit bei Interzone wurde er vielfach ausgezeichnet, unter anderem mit dem Hugo Award und dem British Fantasy Award.
Von 1989 bis 1990 arbeitete Pringle für den britischen Spielehersteller Games Workshop und gab in dieser Zeit begleitende Literatur und Tie-ins zu deren Spielen heraus, darunter vier Anthologien zu den Spielen Warhammer und Warhammer 40.000, sowie eine Anthologie zu dem Science-Fantasy-Brettspiel Dark Future.
1991 war Pringle kurzzeitig Herausgeber von Aboriginal Science Fiction und gründete Million: The Magazine about Popular Fiction, ein Magazin, in dem auch SF und Fantasy Themen waren, das aber 1993 eingestellt wurde.
Neben seinen Arbeiten als Herausgeber veröffentlichte Pringle mehrere Bücher über das Werk von J. G. Ballard, darunter eine Bibliografie. Außerdem erschienen mehrere Fachlexika und Referenzwerke, ein Band mit Kurzessays über die 100 besten englischsprachigen Science-Fiction-Romane sowie zwei Bücher über die Technik des Schreibens von Horror- und Fantasy-Literatur.

## Auszeichnungen
- 1989: Readercon Small Press Award für Interzone, zusammen mit Simon Ounsley
- 1990: Readercon Small Press Award für Interzone
- 1995: Hugo Award für Interzone
- 1996: Science Fiction Chronicle Readers Poll für Interzone
- 1997: Milford Award für das Lebenswerk
- 1998: British Fantasy Award für Interzone
- 1999: International Horror Guild Award für St. James Guide to Horror, Ghost, and Gothic Writers
- 2005: Worldcon Special Convention Award für Interzone

## Werke
Interzone-Anthologien
- mit John Clute und Colin Greenland: Interzone : The 1st Anthology (1985)
- mit John Clute und Simon Ounsley: Interzone : The 2nd Anthology (1987)
- mit John Clute und Simon Ounsley: Interzone : The 3rd Anthology (1988)
- mit John Clute und Simon Ounsley: Interzone : The 4th Anthology (1989)
- mit John Clute und Lee Montgomerie: Interzone : The Fifth Anthology (1991)
- The Best of Interzone (1996)
- The Ant Men of Tibet (1999)

Warhammer-Anthologien
- Ignorant Armies (1989)
- Wolf Riders (1989)
- mit  Neil Jones: Deathwing (1990)
- Red Thirst (1990)
- Laughter of Dark Gods (2002)

Dark Future-Anthologie
- Route Six Six Six (1990)

Sachliteratur
- mit James Goddard: J. G. Ballard: The First Twenty Years (1976)
- Earth Is the Alien Planet (1979)
- Earth Is the Alien Planet: J. G. Ballard's Four-Dimensional Nightmare (1979)
- mit J. G. Ballard, V. Vale und Andrea Juno: Re/Search: J. G. Ballard (1984)
- J. G. Ballard: A Primary and Secondary Bibliography (1984)
- Science Fiction : The 100 Best Novels (1985)
- Imaginary People : A Who's Who of Modern Fictional Characters (1987)
- Modern Fantasy : The Hundred Best Novels (1989)
- The Ultimate Guide to Science Fiction (1990)
- mit  David Collins: St. James Guide to Fantasy Writers (1995)
- The Ultimate Encyclopedia of Science Fiction : The Definitive Illustrated Guide (1996)
  - Deutsch: Das ultimative Science-Fiction-Lexikon. Battenberg, 1997, ISBN 3-89441-363-8.
- St. James Guide to Horror, Ghost and Gothic Writers (1997)
- The Ultimate Encyclopedia of Fantasy : The Definitive Illustrated Guide (1999, Neuausgaben 2003 und 2008)